# Société des Transports Intercommunaux de Verviers
De Société des Transports Intercommunaux de Verviers ook wel bekend als Société des Transports Intercommunaux de l'Agglomération Verviétoise, afkorting STIV, was een vervoerbedrijf dat stads- en streekvervoer exploiteerde in de gemeente Verviers.

## Geschiedenis

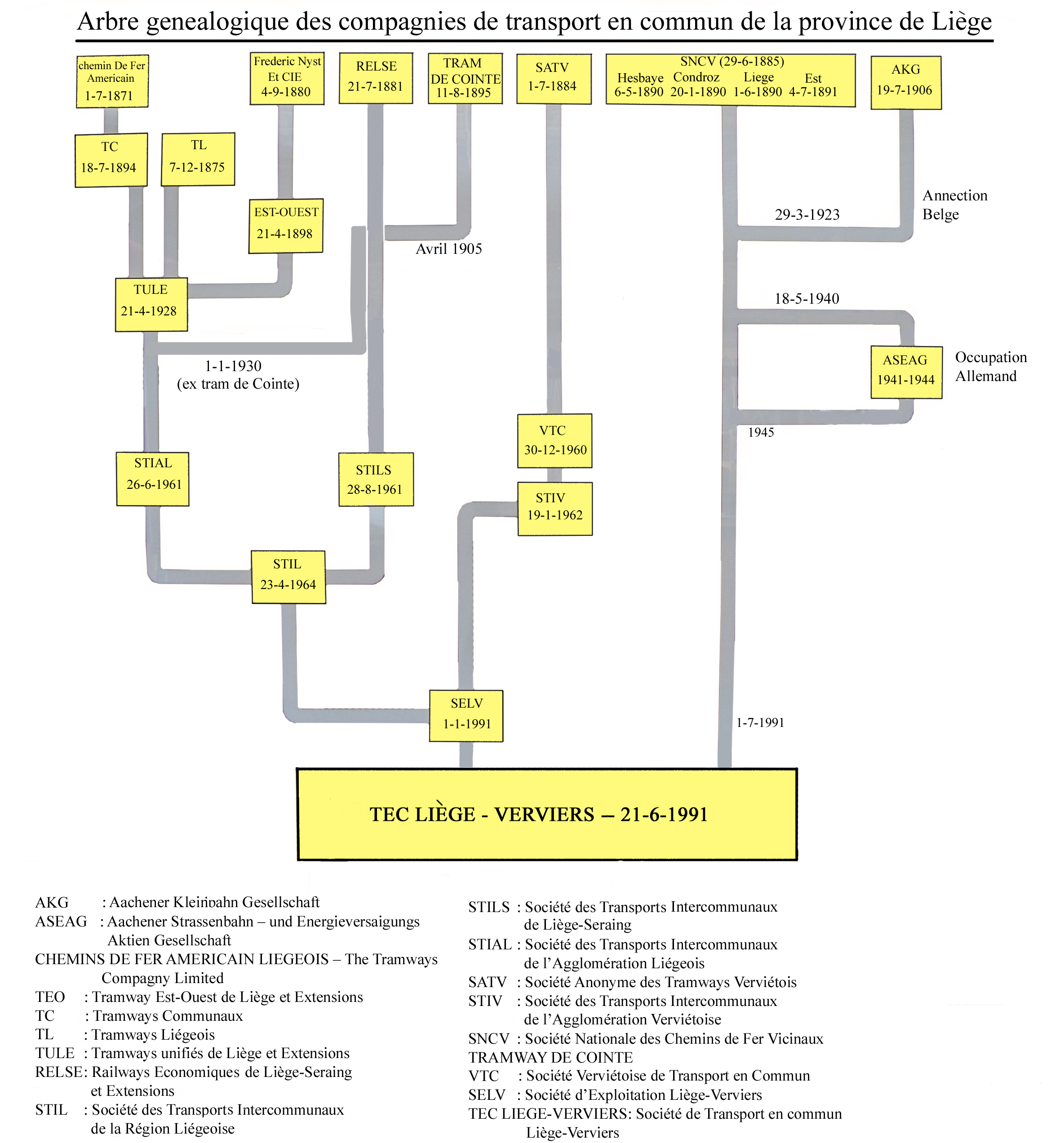
Geschiedenis van STIV

De STIV werd in 1962 opgericht door de stad Verviers en de Belgische staat en exploiteerde vanaf 1 januari 1962 tot en met 1990 het stadsvervoer in de regio Verviers. Hiermee nam het bedrijf de concessie over van VTC, die maar een jaar had bestaan. Hiermee kaapte ze de concessie weg van de NMVB die ook een oog had op de stadsdienst. De VTC werd opgericht om tijdelijk het netwerk over te nemen van TV waarvan de concessie in 1960 afliep. De concessie duurde oorspronkelijk 22 jaar en zou ten einde lopen in 1983. Bij haar oprichting erfde de STIV een tram- en busbedrijf.
Vanaf het ontstaan tot in 1969 werden de tramlijnen langzamerhand vervangen door buslijnen; vanaf 1 januari 1970 reden in Verviers enkel nog bussen.
In 1990 fuseerde het bedrijf met de STIL tot het zeer efemere SELV om de overgang van een nieuwe exploitatiemaatschappij voor de provincie Luik makkelijker te maken. In 1991 fuseerde de SELV met de groep Luik van de NMVB tot de TEC-Liège-Verviers, onderdeel van de groep SRWT.

## Exploitatie

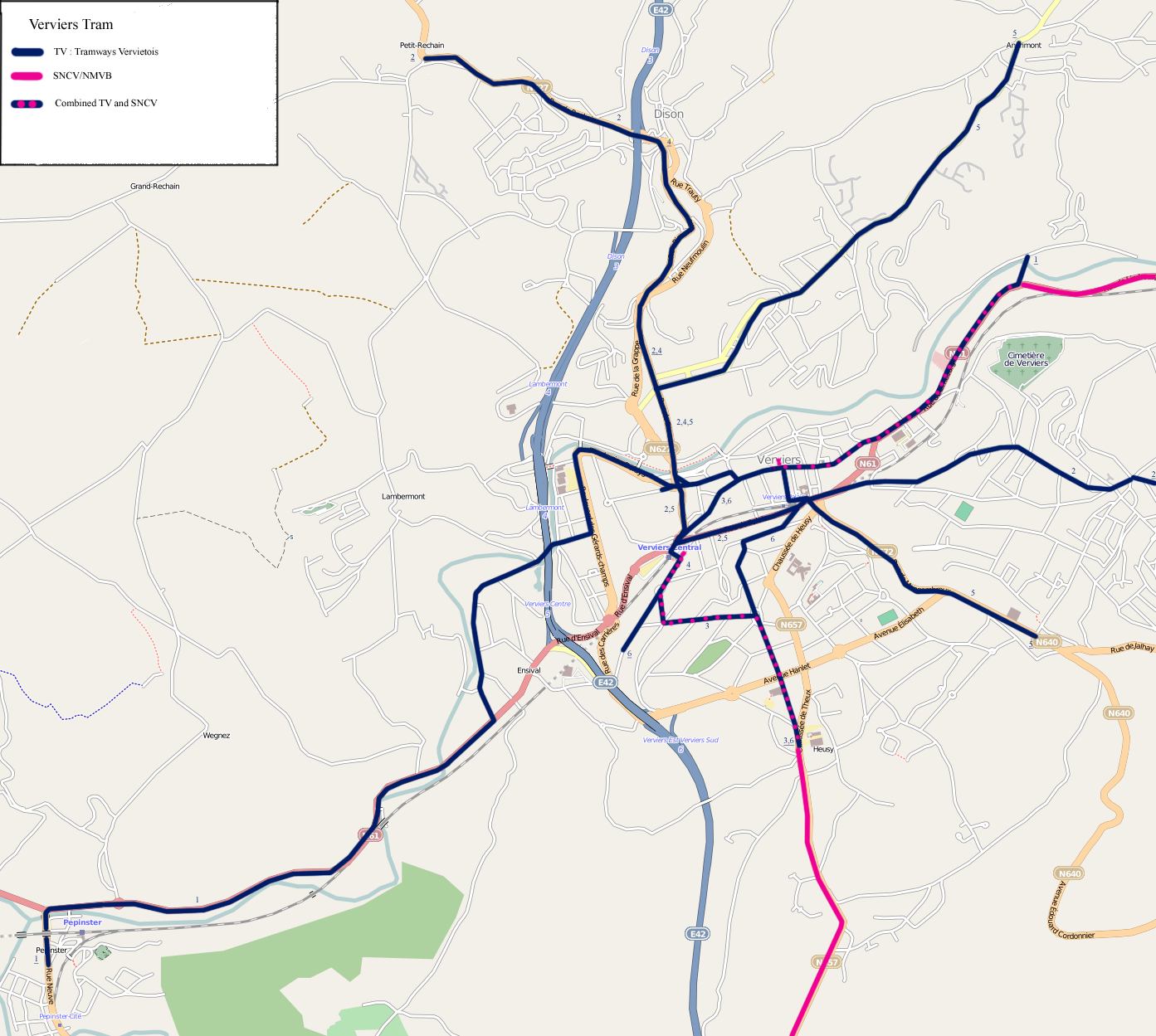
Tramnetwerk van Verviers in 1950

STIV exploiteerde verschillende bus- en tramlijnen in de gemeente Verviers. Dit gebeurde veelal met het oude materieel van voorgaande vervoerders en met enig nieuw materiaal. Naast eigen exploitatie verpachtte STIV ook enkele buslijnen aan een aantal pachters. Tijdens de fusies begin jaren negentig ging al het oude materieel ook mee naar de nieuwe bedrijven totdat het ook daar vervangen zou worden.

### Tramlijnen
In 1950 reden er de volgende tramlijnen:
- 1: Pepinster – Renoupré
- 2: Petit Rechain – Stembert
- 3: Heusy – ringlijn in de wijzerzin in het centrum
- 4: Dison (église) – Station Centraal
- 5: Andrimont – Église
- 6: Heusy – ringlijn in de tegenwijzerzin in het centrum

Daarnaast reden er nog verkorte trajecten met doorstreepte lijnnummers.